# Rito Yūki
Rito Yūki (結城 リト?, Yūki Rito) è un personaggio della serie manga ed anime To Love-Ru, ideata da Hasemi Saki e disegnata da Kentarō Yabuki.
È il protagonista della serie, nonché l'unico personaggio maschile veramente di rilievo. L'intera storia gira attorno al suo rapporto con i personaggi femminili dell'opera, nonché alle sue avventure e disavventure, che possono essere eventi quotidiani o, non di rado, vista la natura dei personaggi, straordinari.

## Caratteristiche
Rito si presenta come uno studente liceale di 16 anni. Era nella squadra di calcio alle medie ed era abbastanza bravo, ma ha lasciato per aiutare costantemente suo padre con i doveri di disegnatore di manga, e anche per non lasciare sua sorella Mikan da sola in casa. Il suo rendimento scolastico non è molto buono e nella storia dimentica persino il suo compleanno, e quindi non si può dire che è molto intelligente. D'altro canto, è bravo con le mani e Mikan commenta che è molto bravo nelle cose più "inutili", come i giochi di gru e festival (ad es. cerchi, pescare pesci, pistole ad acqua). Oltre alle tante piccole cose inutili in cui Rito è bravo, è anche un abile fioraio, giardiniere e orticoltore.
Rito è un ragazzo sincero, puro e gentile, caratterizzato da un buon carattere. Non gli piacciono i conflitti e ha una personalità schiva, ma mostra direttamente la sua preoccupazione per gli altri. Ha un forte senso di giustizia e responsabilità, ed è anche coraggioso, essendo disposto a mettersi in pericolo per aiutare la sua famiglia e i suoi amici. E' gentile con le donne, trattandole come persone normali senza discriminarle, anche se principalmente per intenzione e non tanto per successo, anche nel caso di armi viventi come Oscurità d'Oro e Mea. 
Rispetto ai ragazzi della sua età, Rito è piuttosto ingenuo e tende a provare sgomento o imbarazzo alla vista di donne nude o poco vestite. Secondo Saruyama, in passato svenne quando aveva visto una foto di Haruna in costume da bagno. Tuttavia, dal momento che ha più opportunità di interagire con le ragazze dopo aver incontrato Lala, sviluppa un certo grado di autocontrollo, e verso la fine di To Love-Ru è più calmo e riesce a conversare con le ragazze in costume da bagno. Inoltre, a differenza della maggior parte dei personaggi maschili, non mostra mai alcun interesse per la bellezza o il seno delle  donne diverse da Haruna dall'inizio della serie.
A causa della sua timidezza con le ragazze, è molto goffo con le donne e ha grandi difficoltà a mantenere la calma di fronte a qualsiasi tipo di situazione stimolante, il che lo porta a molestare o tentare sempre le molte ragazze della serie (anche se per lo più involontariamente). A causa delle circostanze ultraterrene che lo circondano, Rito viene sempre messo, insieme a molte ragazze diverse, in ogni tipo di situazione intima e imbarazzante, come quando lui e Haruna una volta furono teletrasportati nudi insieme nel seminterrato della clinica medica di Ryouko a causa di una delle invenzioni difettose di Lala, o quando Lala usò la stessa invenzione per mandarli nudi a scuola. Anche senza l'interferenza delle invenzioni di Lala, dei poteri psichici di Oshizu o di Celine che gli salta in faccia, Rito è in qualche modo in grado di inciampare su nulla e possiede una straordinaria abilità nel raggiungere accidentalmente con le sue mani o il suo viso nel seno o in altre parti intime di qualsiasi ragazza a portata quando sta cadendo. In To Love-Ru Darkness, la sua goffaggine diventa ancora più frequente e violenta oltre che stranamente inventiva e surreale. Ha dimostrato di essere in grado di compiere imprese difficili, come infilare le mani o vari oggetti nei vestiti e nella biancheria intima delle ragazze o spogliarsi parzialmente dei loro vestiti, e anche afferrare diverse parti intime di diverse ragazze contemporaneamente, il tutto essendo puramente per caso. Ryouko diagnostica che la frequente indecenza divina di Rito e gli atti pervertiti inconsapevoli si manifestano a causa del modo in cui Rito si è estremamente trattenuto con le ragazze, causando l'accumulo e il rilascio della sua "libido" sotto forma di palpeggiamenti accidentali sui corpi delle ragazze e tutte le altre cose perverse accadute finora, chiamandola "Sindrome da indecenza cataplettica"; crede anche che più la sopprime, quanto più estremi e incredibili saranno gli "incidenti".
È solo per caso che incontra Lala e, nonostante i suoi sentimenti duraturi per Haruna, Rito mostra segni di sviluppare un affetto più profondo verso Lala durante tutta la storia, ma non è sicuro che ciò che prova sia effettivamente amore. Alla fine della serie, confessa a Lala, ma le dice che ama anche Haruna, eppure lei è felice da entrambe le parti. È confuso poiché la poligamia è illegale in Giappone, dove Lala ha risposto che una volta diventato il re della galassia le leggi della Terra non si applicano più. Entro la fine del manga Darkness, Rito guadagna i sentimenti reciproci di Haruna, oltre a Lala, Run, Kotegawa,  Yami e Momo. Il finale implica che i suoi problemi d'amore continueranno a tempo indeterminato.

## L'incontro con Lala Satalin
La storia comincia quando casualmente Rito si ritrova, all'interno della sua vasca da bagno, una misteriosa ragazza completamente nuda.
Stupefatto, il ragazzo reagisce urlando, e richiamando l'attenzione della sorella minore Mikan che si trova al piano inferiore; la sorella, accorsa prontamente, non trova però alcuna ragazza, e attribuisce l'episodio a un'immaginazione adolescenziale del fratello.
Tornato nella sua stanza, Rito ritrova la ragazza di prima seduta sul suo letto, vestita di un semplice asciugamano; imbarazzato, il ragazzo viene a sapere che il suo nome è Lala ed è un'aliena; ella sostiene anche di essere in fuga da due loschi individui.
All'improvviso, gli individui in questione fanno irruzione nella stanza e intimano a Lala a seguirli; reagendo prontamente, Rito riesce a salvare Lala facendola fuggire assieme a lui dalla finestra e, grazie anche all'aiuto di una delle invenzioni della ragazza, i due riescono a fuggire. In questa circostanza, Rito scopre che in realtà Lala è fuggita dal pianeta natale, di cui è la principessa ereditaria, e i due individui incaricati dal re, suo padre, di riportarla indietro.
La mattina dopo, proprio quando Rito ha finalmente trovato il coraggio di dichiararsi alla ragazza che gli è sempre piaciuta - la sua compagna di classe Haruna -, Lala precipita dal cielo e finisce proprio tra Haruna e Rito, rendendosi così la circostanziale destinataria della dichiarazione del ragazzo; come se non bastasse, la giovane aliena accetta entusiasta di sposare Rito. Il tutto avviene di fronte a un'incredula e imbarazzata Haruna, che dal canto suo ha sempre avuto un debole per Rito.
Da qui nasceranno tutti i problemi della serie, in quanto Lala - e di conseguenza tutti gli alieni che le facevano la corte con lo scopo di diventare re del pianeta sovrano Deviluke - saranno convinti del grande amore di Rito per la ragazza, benché il giovane (almeno inizialmente) non sia affatto innamorato di lei. Per di più, Haruna non oserà dichiararsi a Rito per timore di perdere l'amicizia con Lala, mentre Rito stesso inizierà a provare un sentimento sempre più forte nei confronti di Lala, e diverrà sempre più difficile per lui gestire le proprie emozioni. Scoprendo in seguito che Lala ha inventato una macchina per cancellare la memoria per potere ricominciare tutto da capo, per conoscersi a scuola, Rito viene colto dal terrore, non avendo alcuna intenzione di perdere i ricordi dei momenti belli passati con lei.
Alla fine della prima serie, Rito capirà di essersi innamorato di Lala, ma di amare anche Haruna.

## I sentimenti per Sairenji Haruna
Haruna è la persona amata da Rito sin dal primo capitolo della serie. Questo amore è iniziato in particolare alle medie, quando fu l'unica a difenderlo dall'accusa di avere devastato le aiuole della scuola.
Da dopo l'arrivo di Lala, però, per lui le cose si complicano, in quanto ad ogni occasione non riesce mai a dichiararsi alla sua ragazza. Per fortuna di Rito però, nel capitolo 04 i rapporti con Haruna si ricuciono nel migliore dei modi dopo le disgrazie avvenute con l'arrivo di Lala. Con la successione dei capitoli, sono molte le occasioni che vedranno Rito ed Haruna soli assieme, anche grazie all'aiuto di Kenichi, miglior amico del ragazzo; nonostante questi aiuti però, non c'è mai stata una vera e propria dichiarazione tra i due, in quanto sempre interrotti da Lala o dagli altri amici della scuola.
Le uniche persone a conoscenza dell'amore che Haruna prova per Rito sono Lala, Momo, Nana e Oshizu.

## Gli scontri con le altre ragazze
Nella storia non ci sono solo Lala ed Haruna, ma anche molte altre ragazze che rendono ricco il gruppo della serie; ognuna di loro entra sempre in contatto con Rito in maniera casuale ma sempre ricreando scene ecchi, che finiscono con il malmenamento di Rito.
Le varie ragazze con le quali Rito si scontra sempre sono:
- Oscurità d'Oro: Sin dalla sua prima comparsa, la ragazza è sempre intenzionata ad uccidere Rito, anche se con il passare dei capitoli si sta rendendo sempre più gentile e dolce nei suoi confronti, nonostante come dice lei "Odia le persone ecchi". Nel corso di To Love-Ru Darkness l'affetto di Yami per Rito è sempre più evidente finché Mea non scoprirà che la sorella è effettivamente innamorata di Rito. Tuttavia Yami lo nega veemente mentre Rito è totalmente ignaro della cosa. Alla fine Yami confesserà apertamente a Rito che lui è il bersaglio del suo amore.
- Ren Elsie/Run Elune Jeweria: Nonostante sia per metà ragazza e per metà ragazzo, la sua parte femminile adora Rito nonostante tutto quello che succeda, e cerca in ogni modo di levargli Lala da vicino per poter diventare sua moglie. All'inizio era molto frenata dal fatto di non poter avere la speranza di instaurare una relazione amorosa con lui a causa della sua metà maschile, finché il suo corpo non raggiunge la maturità, provocando la separazione definitiva in due corpi distinti tra Ren e Run. Da quel momento Run manifesta ancor con maggiore decisione il suo amore per Rito. È una delle poche ragazze a non reagire negativamente quando Rito le finisce addosso e ad esserne invece lieta. Quando Rito le confessa che la ragazza che ama di più è Haruna, Run ne è molto felice perché, se fosse stata Lala, non avrebbe avuto speranze essendo già promesso sposo a lei, ma essendo Rito innamorato di un'altra, significa che anche per lei c'è la possibilità di conquistare il suo cuore.
- Yui Kotegawa: Appare sin dal suo primo capitolo come una persona precisa e maniaca dell'ordine che cerca di cambiare la scuola, e per questo entra subito in contrasto con Rito. Nei successivi capitoli però, appare chiaro che Yui cominci a provare qualcosa per Rito, arrivando ad infatuarsi e poi ad innamorarsi di lui, scoprendo anche che Rito è stato il suo primo amore quando era bambina. Ha un fratello di nome Yuu che esce con la sorella di Haruna. Ironicamente, pur rimanendo il principale bersaglio della ragazza, Rito sarebbe effettivamente il ragazzo giusto per lei essendo in realtà l'unico ragazzo del liceo Sainan a non essere un pervertito. Comunque, come per molte, Rito è completamente all'oscuro dei sentimenti che la ragazza prova per lui.
- Saki Tenjōin: In quanto ragazzo di Lala, Saki odia dal profondo anche lui, anche a causa di tutte le situazioni ecchi che capitano quando si incontrano. Saki inoltre è una delle poche ragazze a non essere interessate a lui in quanto già innamorata di Zastin. Ma nonostante questo, molte volte cerca di provocare Rito, anche pesantemente, solo per sconfiggere Lala in quanto sua rivale, ma fallisce sempre. Nonostante non sia interessata a Rito, nel corso del tempo è diventata più tollerante nei suoi confronti e quando la sua amica Rin si innamorerà di lui, cercherà di aiutarla a conquistarlo, riuscendo a combinare un appuntamento tra i due che, a detta di Rin, è andato abbastanza bene
- Nana Asta Deviluke: Sorella minore di Lala e gemella di Momo, seconda principessa di Deviluke. A differenza della sorella, che è già una ragazza formosa, Nana ha ancora il seno molto piccolo e questo le crea spesso dei complessi di inferiorità quando si trova vicino alle altre ragazze e, soprattutto, quando Rito finisce involontariamente col toccarle il seno nelle sue mirabolanti cadute. A causa dei suoi scivoloni assurdi apostrofa continuamente rito con l'appellativo "bestia". Col tempo, soprattutto quando Rito la aiuterà a risolvere i suoi problemi in amicizia con Mea, Nana inizierà ad infatuarsi di lui, ma continuando a negarlo categoricamente per l'imbarazzo. È una ragazza molto energica ed è solita picchiare Rito ogni volta che capiti uno scontro accidentale tra loro, persino se questi dorme. In un'occasione, infatti, voleva provare a dormire per un po' nello stesso letto con lui, ma dopo aver scoperto la sorella gemella già stesa accanto a Rito iniziò a pestarlo mentre stava dormendo.
- Momo Velia Deviluke: Sorella minore di Lala e gemella di Nana, terza principessa di Deviluke. Momo è una ragazza gentile e cordiale, ed è la seconda tra le sorelle Deviluke ad innamorarsi di Rito dopo averlo conosciuto bene e averlo visto così gentile e determinato ad aiutare chiunque gli sia caro. Consapevole di non poter essere la sua "prima scelta" come moglie, si mette all'opera per realizzare il cosiddetto "piano Harem" che prevede di fare in modo che Rito abbia tante mogli diverse oltre a sua sorella Lala, tra cui lei. Le ragioni per cui vuole mettere in atto tale piano sono due: fare felici tutte le ragazze che si sono affezionate a Rito e poter essere amata da lui anche se fosse la terza o la quarta scelta. A differenza della sorella gemella, molto pura e casta, e alla sorella maggiore, innocente ma con scarso senso del pudore, Momo si dimostra più matura e molto interessata alle situazioni ecchi tra uomo e donna, infatti apprezza molto le cadute che portano Rito a finire in situazioni ecchi, sia quando capita a lei che ad altre ragazze, e ancora di più le situazioni ecchi che avvengono quando Rito si muove nel sonno ed è proprio lei, intrufolatasi in camera sua di nascosto per dormire insieme a lui, a riceverle la maggior parte delle volte.

## Rapporto con la famiglia
Conosciamo i genitori di Rito solo in un paio di occasioni, perciò non è molto facile vederne i rapporti che si sono instaurati negli anni. Molto più facile è comprendere il rapporto esistente tra Rito e sua sorella Mikan.
Dato che il padre Saibai è un mangaka molto famoso, è raramente a casa e suo figlio Rito è spesso obbligato ad aiutarlo, anche controvoglia.
La madre Ringo è invece sempre fuori per lavoro per cui è apparsa nel manga una sola volta. A parte questo però, comprende in pochissimo tempo la situazione di Rito, al punto da poterne scherzare con sua figlia Mikan, l'unica sempre a casa ed unico vero membro della famiglia sempre presente.
Il rapporto tra Mikan e Rito è particolare: cresciuti praticamente da soli, i due fratelli condividono un rapporto molto profondo sin dall'infanzia. Nonostante Mikan sia la più piccola, è lei ad occuparsi della cucina e delle pulizie, mentre Rito si occupa solo del giardinaggio che è la sua passione. Tutto quindi fa supporre che sia Mikan la "sorella maggiore", tuttavia talvolta accade che invece è Rito ad occuparsi di lei, rassicurandola e controllandola.
Spesso è Mikan la prima a capire quando ad una ragazza piace Rito.

## Contro gli altri alieni
Rito, soprattutto i primi tempi in cui Lala inizia a vivere sulla terra, è colui che deve garantirne la sopravvivenza, anche a rischio della propria vita; se ciò non fosse garantito, provocherebbe la rabbia del re della galassia Gid Lucione Deviluke.
Altri alieni con cui entra in contatto durante la storia sono Zastin ed i suoi aiutanti: questo capitano, nonostante sia il più forte spadaccino del suo pianeta, è estremamente sfortunato e quindi non è mai riuscito a mostrare le sue abilità. Infatti, ogni volta che dovrebbe proteggere Lala e Rito, si perde o gli accadono cose come cadere in un tombino o finire investito da un treno. I vari spasimanti di Lala attaccano spesso Rito per primo, ma grazie a molta fortuna e all'intervento di Lala e Yami, il ragazzo tende a uscirne abbastanza illeso.

## La confessione
Nel capitolo finale Rito rivela a Lala di amarla anche se il suo cuore appartiene anche ad un'altra ragazza, Haruna. Inaspettatamente Lala non è gelosa sapendo già dei sentimenti di Haruna ed invita Rito a confessarsi anche con lei così da poter vivere tutti e tre felicemente insieme. Oshizu, cercando di aiutarlo, spaventa Haruna che fugge impaurita: Rito finisce così per dichiararsi (come nel primo capitolo) alla persona sbagliata. In questo caso però non si tratta della principessa, bensì di Yui, Run, Nana e della dottoressa Ryouko ma per Lala neppure questo è un problema ed è anzi felice di poter vivere con tutte le sue amiche insieme a Rito.

## Rapporti con il genere femminile
All'inizio del manga Rito era talmente nervoso all'idea di parlare con una ragazza di non esserci mai riuscito finché, dopo l'arrivo di Lala, a poco a poco riesce ad acquisire sufficiente autocontrollo da parlarci tranquillamente e senza commettere gaffe. Ciò che rovina la sua immagine, complicandogli la vita, sono la sua goffaggine e la sua "abilità" per cui ogni volta che cade, finisce involontariamente con le mani o con la faccia sulle parti intime di una ragazza. A causa di questo, molte ragazze lo considerano una "bestia", e lo trattano come se fosse un pervertito quando in realtà Rito è letteralmente uno degli esseri più puri dell'universo. Spesso, quando palpa involontariamente una ragazza, Rito viene pesantemente picchiato, senza contare che molte volte coloro che lo picchiano sono dotate di forza sovrumana. Le poche ragazze che non reagiscono male a queste situazioni sono Lala, Momo, Run, Mea, Tearju Lunatique (anche se quando si scontra quest'ultima spesso la cosa accade davanti a Yami, che invece attacca Rito) e la dottoressa Mikado. Nonostante questo però, grazie alla sua gentilezza, al suo carisma, al suo coraggio e al suo altruismo, molte ragazze si sono innamorate, o almeno infatuate di lui. Attualmente le ragazze innamorate di lui sono Lala, Haruna, Run, Yui, Momo e Yami; mentre ad esserne infatuate o cotte sono Nana, Kyouko, Mea, Rin e Risa. Ovviamente Rito, poiché imbranato e ingenuo, per ora è consapevole solo dei sentimenti di Lala, di Haruna, Yami, di Run e di Momo, che sono le uniche ad averglielo dichiarato apertamente.
Le uniche ragazze della sua età che non hanno mai mostrato alcun interesse per lui sono Saki, Aya, Oshizu e Mio (quest'ultima si diverte solamente, insieme a Risa, a provocarlo o a metterlo in imbarazzo con commenti perversi o con domande scomode) mentre per tutte le altre, compresa Mikan, la natura dei sentimenti per lui è ignota e confusa. La Dottoressa Mikado provoca Rito molte volte per farlo diventare più audace e meno timido, non reagisce male se capitano situazioni imbarazzanti tra loro due e non si fa problemi a farsi vedere nuda da lui, ma essendo adulta non si sa che sentimenti possa provare per lui.
Rito per ora è innamorato di Haruna e Lala, sembra provare dei sentimenti repressi anche per Momo e Nana, assieme a sentimenti poco evidenti per Run e Yui. Per le altre ragazze invece non sembra provare sentimenti romantici, spesso perché troppo occupato ad essere mortificato di farle sempre arrabbiare quando gli finisce addosso.

## Abilità
Sin dall'inizio del manga Rito ha sempre dimostrato notevoli doti fisiche. Possiede un'agilità e una velocità in corsa fuori dal comune, amplificate poi a livelli sovrumani dal dover continuare a schivare i colpi di Yami; un'altra sua dote fisica è la resistenza, resa evidente soprattutto da quando sopravvive senza (troppi) danni alle esplosioni causate dai congegni di Lala o alle percosse ricevute dalle varie ragazze dotate di forza sovrumana.
Secondo Mikan poi, Rito è dotato di tantissimi talenti "piccoli e inutili", ad esempio è bravissimo ai videogiochi o con le macchine pesca-pupazzi, inoltre dimostra uno spiccato interesse per il giardinaggio.
La sua abilità più particolare (e più "devastante") è il fatto che ogni volta che finisce addosso ad una ragazza, o una ragazza finisce addosso a lui, il risultato è che i due cadono a terra ritrovandosi involontariamente in posizioni sconce ed imbarazzanti. Inizialmente questa non era vista come una abilità, perché attribuita alla sua goffaggine, finché non ha provato ad intervenire la dottoressa Mikado, che però non riesce a trovare una cura, dichiarando la condizione di Rito "incurabile". Paradossalmente, soprattutto negli ultimi capitoli, l'abilità di Rito, secondo alcuni dovuta alle sue perversioni represse, è un'autentica arma se utilizzata contro una donna: l'ultima volta che l'assassina Azenda ha provato ad attaccare Yami, è stata completamente (e involontariamente) sottomessa da Rito, che le è finito addosso.
Un'altra dote speciale di Rito è la sua immunità ai poteri degli Charmiani, abilità che, oltre a lui, è posseduta soltanto da Gid.